# Медали Франции

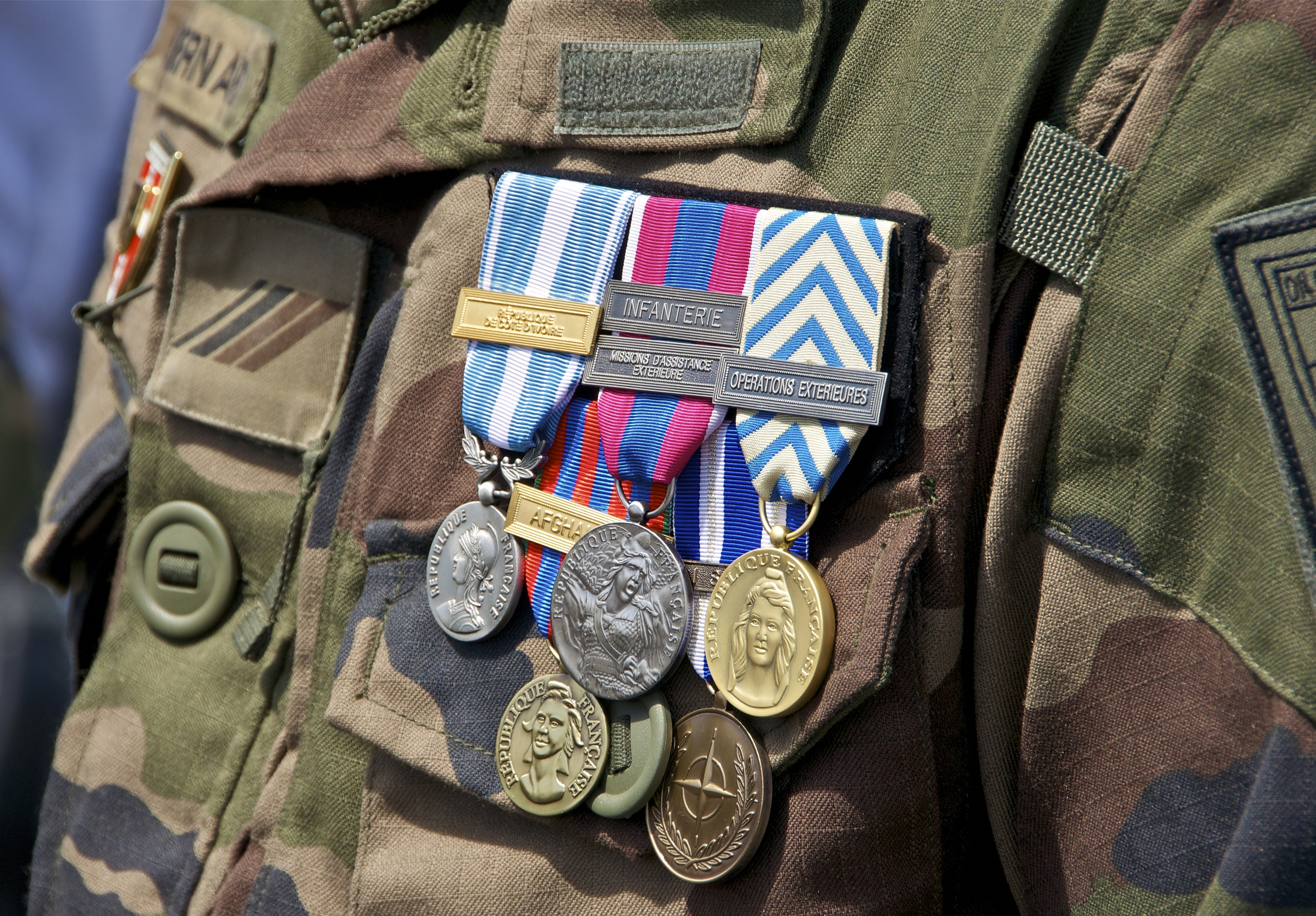
Медали Франции на груди французского солдата

Медали Франции — составляющая часть обширной наградной системы Франции.

## История
Началом истории французских медалей можно считать 1692 год, когда король Людовик XIV учредил «Médaille des Pilotes et des Navigateurs» для награждения моряков. Медаль просуществовала недолго и была забыта. В 1771 году король Людовик XVI учредил медаль Двух шпаг для награждения нижних чинов армии за долговременную безупречную службу. Эта медаль стала последней наградой старорежимной Франции. Следующая медаль была учреждена уже в революционной Франции — для награждения национальных гвардейцев, отличившихся при штурме Бастилии. Дальнейшая история французских медалей так же была связана с революционными и переломными событиями во Франции — Гентская медаль (1815) для добровольцев, сопровождавших короля Людовика XVIII во время Ста дней, Июльская медаль (1830) для граждан, отличившихся самоотверженностью во время Июльской революции 1830 года.
Новый толчок к развитию медальная система Франции получила после пришествия к власти Наполеона III. Была учреждена самая известная французская медаль — Военная медаль (1852), учреждались медали для участников военных походов и миссий — Итальянская (1859), Мексиканская (1863)...
Настоящий расцвет медальной системы Франции начался после установления Французской республики в 1870 году. Продолжали учреждаться медали в память многочисленных колониальных походов (Тонкинская, Мадагаскарская и др.). Учреждались медали в память европейских войн, в которых участвовала Франция (Франко-прусская, I Мировая, II Мировая). Очень широкое развитие получила система почётных медалей различных министерств, ведомств и учреждений, для вознаграждения служащих за отличия по службе и долговременный труд.
Усилившаяся в начале XXI века угроза международного терроризма принесла с собой новую группу медалей, таких, как Национальная медаль Признательности жертвам терроризма и медаль Военной защиты территории.
В настоящее время система медалей Франции весьма многочисленна и охватывает различные аспекты государственной, военной, научной, коммерческой и других сфер деятельности французских граждан.

## Медали за отличия
| Лента | Медаль | Учреждена        |
| ----- | --- | ---------------- |
| —     | Медаль Двух шпаг (медаль Ветеранов) фр. Médaillon des Deux-Épées (Médaillon de Vétérance)                                                                  | 16 апреля 1771   |
|       | Золотая медаль Французской гвардии фр. Médaille d’Or communale des Gardes-françaises                                                                       | 1 сентября 1789  |
|       | Медаль Гента фр. Médaille de Gand | 17 мая 1815      |
|       | Июльская медаль фр. Médaille de Juillet | 30 августа 1830  |
|       | Военная медаль фр. Médaille militaire | 22 января 1852   |
|       | Колониальная медаль фр. Médaille coloniale | 26 июля 1893     |
|       | Знак отличия «За военное ранение» (для военных) фр. Insigne spécial des blessés de guerre                                                                  | 11 декабря 1916  |
|       | Медаль Благодарности Франции фр. Médaille de la Reconnaissance française                                                                                   | 13 июля 1917     |
|       | Знак отличия «За военное ранение» (для гражданских) фр. Insigne des blessés civils de la guerre                                                            | 18 июля 1918     |
|       | Медаль «За побег из плена» фр. Médaille des Évadés | 20 августа 1926  |
|       | Медаль Сопротивления фр. Médaille de la Résistance française                                                                                               | 9 февраля 1943   |
|       | Медаль Воздухоплавания фр. Médaille de l'Aéronautique | 14 февраля 1945  |
|       | Медаль Освобождённой Франции фр. Médaille de la France libérée                                                                                             | 12 сентября 1947 |
|       | Медаль Депортированных за участие в Сопротивлении фр. Médaille de la Déportation pour faits de Résistance                                                  | 6 августа 1948   |
|       | Медаль Интернированных за участие в Сопротивлении фр. Médaille de l'Internement pour faits de Résistance                                                   | 6 августа 1948   |
|       | Медаль Политических депортированных фр. Médaille de la Déportation politique                                                                               | 9 сентября 1948  |
|       | Медаль Политических интернированных фр. Médaille de l'Internement politique                                                                                | 9 сентября 1948  |
|       | Медаль Национальной жандармерии фр. Médaille de la Gendarmerie nationale                                                                                   | 5 сентября 1949  |
|       | Медаль Воинской доблести фр. Médaille de la Valeur militaire                                                                                               | 11 апреля 1956   |
|       | Медаль Заморских территорий фр. Médaille d'Outre-mer | 6 июня 1962      |
|       | Медаль (знак отличия) Непокорённых фр. Insigne du Réfractaire                                                                                              | 21 октября 1963  |
|       | Медаль Добровольной военной службы фр. Médaille des Services militaires volontaires                                                                        | 13 марта 1975    |
|       | Медаль Национальной обороны фр. Médaille de la Défense nationale                                                                                           | 21 апреля 1982   |
|       | Медаль Северной Африки фр. Médaille d'Afrique du Nord | 29 апреля 1997   |
|       | Медаль Национальной признательности фр. Médaille de reconnaissance de la Nation                                                                            | 12 апреля 2002   |
|       | Национальная медаль Признательности жертвам терроризма фр. Médaille nationale de reconnaissance aux victimes du terrorisme                                 | 12 июля 2016     |
|       | Медаль «За военное ранение» фр. Médaille des blessés de guerre                                                                                             | 17 августа 2016  |
|       | Медаль Добровольной резервистской службы в обороне и внутренней безопасности фр. Médaille des réservistes volontaires de défense et de sécurité intérieure | 1 июля 2019      |

## Памятные медали
| Лента | Медаль | Учреждена       |
| ----- | --- | --------------- |
|       | Медаль Осады Антверпена фр. Médaille du siège d'Anvers | 1832            |
|       | Медаль Раненых фр. Médaille des Blessés | 1848            |
|       | Медаль Святой Елены фр. Médaille de Sainte-Hélène | 12 августа 1857 |
|       | Медаль Итальянской кампании (1859) фр. Médaille de la campagne d'Italie | 11 августа 1859 |
|       | Памятная медаль Китайской экспедиции (1861) фр. Médaille commémorative de l'expédition de Chine                                                                            | 23 января 1861  |
|       | Памятная медаль Мексиканской экспедиции фр. Médaille commémorative de l'expédition du Mexique                                                                              | 29 августа 1863 |
|       | Медаль Вогезской армии фр. Médaille de l'armée des Vosges | 28 января 1871  |
|       | Памятная медаль Тонкинской экспедиции фр. Médaille commémorative de l'expédition du Tonkin                                                                                 | 6 сентября 1885 |
|       | Памятная Мадагаскарская медаль (1886) фр. Médaille commémorative de Madagascar (première expédition)                                                                       | 31 июля 1886    |
|       | Памятная медаль Дагомейской экспедиции фр. Médaille commémorative de l'expédition du Dahomey                                                                               | 24 ноября 1892  |
|       | Памятная Мадагаскарская медаль (1896) фр. Médaille commémorative de Madagascar (deuxième expédition)                                                                       | 15 января 1896  |
|       | Памятная медаль Китайской экспедиции 1900—1901 фр. Médaille commémorative de l'expédition de Chine 1900-1901                                                               | 15 апреля 1902  |
|       | Памятная Марокканская медаль фр. Médaille commémorative du Maroc | 22 июля 1909    |
|       | Медаль в память войны 1870—1871 фр. Médaille commémorative de la campagne de 1870-1871                                                                                     | 9 ноября 1911   |
|       | Медаль «В память о войне 1914—1918» фр. Médaille commémorative française de la grande guerre                                                                               | 23 июня 1920    |
|       | Медаль Жертв вторжения фр. Médaille des Victimes de l'invasion | 30 июня 1921    |
|       | Медаль Французской верности фр. Médaille de la Fidélité française | 3 июля 1922     |
|       | Памятная Сирийско-Киликийская медаль фр. Médaille commémorative de Syrie-Cilicie                                                                                           | 19 июля 1922    |
|       | Межсоюзническая медаль («Медаль Победы») фр. Médaille Interalliée dite «Médaille de la Victoire»                                                                           | 20 июля 1922    |
|       | Медаль «За Восточную кампанию» фр. Médaille commémorative d'Orient | 15 июня 1926    |
|       | Памятная Дарданелльская медаль фр. Médaille commémorative des Dardanelles                                                                                                  | 15 июня 1926    |
|       | Медаль Гражданских заключённых, депортированных и заложников Великой войны фр. Médaille des Prisonniers civils, déportés et otages de la Grande guerre                     | 14 марта 1936   |
|       | Левантская медаль фр. Médaille commémorative du Levant | 24 декабря 1941 |
|       | Памятная медаль Добровольной службы в движении «Свободная Франция» фр. Médaille commémorative des Services volontaires dans la France Libre                                | 4 апреля 1946   |
|       | Памятная медаль Войны 1939—1945 фр. Médaille commémorative de la guerre 1939-1945                                                                                          | 21 мая 1946     |
|       | Памятная медаль Операций ООН в Корее фр. Médaille commémorative des opérations des Nations Unies en Corée                                                                  | 8 января 1952   |
|       | Памятная медаль Итальянской кампании 1943—1944 фр. Médaille commémorative de la campagne d'Italie 1943-1944                                                                | 1 апреля 1953   |
|       | Памятная медаль Индокитайской кампании фр. Médaille commémorative de la campagne d'Indochine                                                                               | 1 апреля 1953   |
|       | Медаль Патриотов Сопротивления оккупации департаментов Рейн и Мозель 1939—1945 фр. Médaille du Patriote résistant à l'occupation des départements du Rhin et de la Moselle | 27 декабря 1954 |
|       | Медаль «За Восточную кампанию» фр. Médaille commémorative française des opérations du Moyen-Orient                                                                         | 22 мая 1957     |
|       | Памятная медаль «За операции по обеспечению безопасности и порядка в Северной Африке» фр. Médaille commémorative des opérations de sécurité et de maintien de l'ordre      | 11 января 1958  |
|       | Французская памятная медаль фр. Médaille commémorative française | 9 октября 1995  |
|       | Медаль «За военную защиту территории» фр. Médaille de la protection militaire du territoire                                                                                | 13 июля 2015    |

### Неофициальные памятные медали
| Лента | Медаль                                                                                | Учреждена |
| ----- | ------------------------------------------------------------------------------------- | --------- |
|       | Суданская медаль фр. Médaille du Soudan                                               |           |
|       | Памятная медаль Битвы на Марне фр. Médaille commémorative de la Bataille de la Marne  |           |
|       | Памятная медаль Битвы при Вердене фр. Médaille commémorative de la Bataille de Verdun |           |
|       | Памятная медаль Битвы на Сомме фр. Médaille commémorative de la Bataille de la Somme  |           |

## Почётные медали
| Лента | Медаль | Учреждена        |
| ----- | --- | ---------------- |
|       | Почётная медаль «За мужество и самоотверженность» фр. Médaille d'honneur pour actes de courage et de dévouement accomplis                                                                   | 28 июля 1816     |
|       | Медаль Спасения фр. Médaille de sauvetage | 2 марта 1820     |
|       | Почётная медаль Взаимности фр. Médaille d'honneur de la mutualité | 26 марта 1852    |
|       | Почётная медаль Почт и телеграфов фр. Médaille d'honneur des postes et télégraphes | 22 марта 1882    |
|       | Почётная медаль Вод и лесов фр. Médaille d’honneur des eaux et forêts | 15 мая 1883      |
|       | Почётная медаль Эпидемий (Министерства торговли, внутренних дел и здравоохранения) фр. Médaille d’honneur des épidémies                                                                     | 31 марта 1885    |
|       | Почётная медаль Министерства торговли и промышленности фр. Médaille d’honneur du ministère du commerce et de l’industrie                                                                    | 16 июля 1886     |
|       | Почётная медаль Учителей фр. Médaille d'honneur des instituteurs Почётная медаль Начального образования фр. Médaille d'honneur de l'enseignement du premier degré                           | 30 октября 1886  |
|       | Почётная медаль Французских протекторатов (Медаль Президента Франции) фр. Médaille d'honneur dans les pays placés sous le protectorat de la France (Médaille du Président de la République) | 6 июля 1887      |
|       | Почётная медаль Труда (Военное министерство) фр. Médaille d'honneur du travail | 28 марта 1888    |
|       | Почётная медаль Сельского хозяйства фр. Médaille d’honneur agricole | 17 июня 1890     |
|       | Почётная медаль Общественного содействия фр. Médaille d’honneur de l’assistance publique | 15 января 1891   |
|       | Почётная медаль Эпидемий (Военное министерство) фр. Médaille d’honneur des épidémies | 15 апреля 1892   |
|       | Почётная медаль Таможенной службы фр. Médaille d’honneur des douanes | 14 июня 1894     |
|       | Почётная медаль Невоенного морского персонала (Военно-морской флот) фр. Médaille d’honneur pour le personnel non militaire de la Marine                                                     | 8 сентября 1894  |
|       | Тюремная медаль фр. Médaille pénitentiaire | 6 июля 1896      |
|       | Почётная медаль Дорожных рабочих и младших служащих фр. Médaille d’honneur des cantonniers et agents subalternes                                                                            | 1 мая 1897       |
|       | Почётная медаль Налоговой службы фр. Médaille d’honneur des contributions indirectes | 29 декабря 1897  |
|       | Почётная медаль Служащих департаментских и коммунальных дорог фр. Médaille d’honneur en faveur des cantonniers des services de voirie départementale et communale                           | 26 марта 1898    |
|       | Медаль Всемирной выставки фр. Médaille de l'Exposition universelle | 9 июня 1899      |
|       | Почётная медаль Пожарных фр. Médaille d'honneur des sapeurs-pompiers | 16 февраля 1900  |
|       | Почётная медаль Парижских рынков фр. Médaille d’honneur des halles et marchés de Paris | 22 июня 1900     |
|       | Почётная медаль «За мужество и самоотверженность» фр. Médaille d'honneur pour actes de courage et de dévouement                                                                             | 16 ноября 1901   |
|       | Почётная медаль Торгового мореплавания фр. Médaille d’honneur des marins du commerce | 14 декабря 1901  |
|       | Почётная медаль Муниципальной и сельской полиции фр. Médaille d’honneur de la police municipale et rurale                                                                                   | 3 апреля 1903    |
|       | Почётная медаль Октруа фр. Médaille d’honneur des octrois | 16 ноября 1903   |
|       | Почётная медаль Эпидемий (Морское министерство) фр. Médaille d’honneur des épidémies | 30 сентября 1909 |
|       | Почётная медаль Почт, телеграфов и телефонов фр. Médaille d'honneur des postes, télégraphes et téléphones                                                                                   |                  |
|       | Почётная медаль Министерства труда и социальной защиты фр. Médaille d’honneur du ministère du travail et de la prévoyance sociale                                                           | 9 августа 1913   |
|       | Почётная медаль Железных дорог фр. Médaille d’honneur des chemins de fer | 19 августа 1913  |
|       | Медаль Французской семьи фр. Médaille de la famille française | 26 мая 1920      |
|       | Почётная медаль Коммун фр. Médaille d'honneur communale | 20 августа 1921  |
|       | Почётная медаль Воздухоплавания и воздушного транспорта фр. Médaille d’honneur de l’aéronautique et des transports aériens                                                                  | 12 января 1921   |
|       | Медаль Шахт Саара фр. Médaille des mines de la Sarre | 30 сентября 1921 |
|       | Медаль Социального обеспечения фр. Médaille de la prévoyance sociale | 1 декабря 1922   |
|       | Почётная медаль Социального страхования фр. Médaille d’honneur des assurances sociales | 27 февраля 1923  |
|       | Почётная медаль Музыкальных и хоровых обществ фр. Médaille d’honneur des sociétés musicales et chorales                                                                                     | 24 июля 1924     |
|       | Медаль Санитарии фр. Médaille de l'hygiène | 16 сентября 1924 |
|       | Медаль «Лучший работник Франции» фр. Médaille du meilleur ouvrier de France | октябрь 1924     |
|       | Почётная медаль Физического воспитания фр. Médaille d’honneur de l’éducation physique | 4 мая 1929       |
|       | Почётная медаль Военно-медицинской службы фр. Médaille d’honneur du service de santé militaire                                                                                              | 27 июня 1931     |
| —     | Почётная медаль Профессиональных союзов фр. Médaille d'honneur des syndicats professionnels                                                                                                 | 14 февраля 1933  |
|       | Почётная медаль Французской полиции фр. Médaille d’honneur de la police française | 17 ноября 1936   |
| —     | Почётная медаль Научных исследований фр. Médaille de la recherche scientifique | 7 октября 1937   |
|       | Медаль Поднадзорного воспитания фр. Médaille de l’éducation surveillée | 10 апреля 1945   |
|       | Почётная медаль Департаментов и коммун фр. Médaille d'honneur départementale et communale                                                                                                   | 7 июня 1945      |
|       | Почётная медаль Физического воспитания и спорта фр. Médaille de l’éducation physique et des sports                                                                                          | 27 ноября 1946   |
|       | Почётная медаль Медицинской службы ВМФ фр. Médaille d’honneur du service de santé de la Marine                                                                                              | 18 июля 1947     |
|       | Почётная медаль Медицинской службы ВВС фр. Médaille d’honneur du service de santé de l’Air                                                                                                  | 18 мая 1948      |
|       | Почётная медаль Труда (Министерство труда) фр. Médaille d’honneur du travail | 15 мая 1948      |
|       | Шахтёрская медаль фр. Médaille des mines | 14 апреля 1953   |
|       | Почётная медаль Молодёжи и спорта фр. Médaille d’honneur de la jeunesse et des sports | 6 июля 1956      |
|       | Почётная медаль Дорожного транспорта фр. Médaille d’honneur des transports routiers | 25 мая 1957      |
|       | Почётная медаль Почт и телекоммуникаций фр. Médaille d’honneur des postes et télécommunications                                                                                             | 1959             |
|       | Почётная медаль Армейской медицинской службы фр. Médaille d’honneur du service de santé des Armées                                                                                          | 30 августа 1962  |
|       | Медаль Молодёжи и спорта фр. Médaille de la jeunesse et des sports | 14 октября 1969  |
|       | Почётная медаль Гражданского персонала Министерства обороны фр. Médaille d'honneur des personnels civils relevant du ministère de la défense                                                | 15 января 1976   |
|       | Почётная медаль Регионов, департаментов и коммун фр. Médaille d’honneur régionale, départementale et communale                                                                              | 22 июля 1987     |
|       | Медаль Туризма фр. Médaille du tourisme | 21 сентября 1989 |
|       | Почётная медаль Юридической защиты молодёжи фр. Médaille d'honneur de la protection judiciaire de la jeunesse                                                                               | 1990             |
|       | Почётная медаль Национальной полиции фр. Médaille d’honneur de la police nationale | 22 апреля 1996   |
|       | Почётная медаль Общественных работ фр. Médaille d’honneur des travaux publics | 30 июля 1998     |
|       | Почётная медаль Торгового мореплавания и рыболовства фр. Médaille d’honneur des marins du commerce et de la pêche                                                                           |                  |
|       | Почётная медаль Тюремной стражи фр. Médaille d'honneur de l'аdministration pénitentiaire | 31 декабря 2003  |
|       | Почётная медаль Иностранных дел фр. Médaille d’honneur des affaires étrangères | 30 октября 2010  |
|       | Почётная медаль Юридической службы фр. Médaille d'honneur des services judiciaires | 9 ноября 2011    |
|       | Почётная медаль Здоровья и социальных дел фр. Médaille d'honneur de la santé et des affaires sociales                                                                                       | 2 февраля 2012   |
|       | Медаль Внутренней безопасности фр. Médaille de la sécurité intérieure | 28 марта 2012    |
|       | Медаль Молодёжи, спорта и общественного взаимодействия фр. Médaille de la jeunesse, des sports et de l'engagement associatif                                                                | 18 декабря 2013  |

## Колониальные и Заморские медали
| Лента | Медаль | Учреждена        |
| ----- | --- | ---------------- |
|       | Почётная медаль Департаментских и коммунальных дорог (для Алжира) фр. Médaille d’honneur de la voirie départementale et communale (pour l’Algérie)                                                                                                   | 6 мая 1898       |
|       | Почётная колониальная тюремная медаль фр. Médaille d’honneur pénitentiaire coloniale | 27 октября 1898  |
|       | Почётная медаль Тюремной службы в Алжире фр. Médaille d’honneur des services pénitentiaires en Algérie | 3 мая 1900       |
|       | Почётная медаль Взаимности (для Алжира) фр. Médaille d'honneur de la mutualité (pour l’Algérie) | 4 мая 1900       |
|       | Почётная медаль Эпидемий (Министерство внутренних дел, для Алжира) фр. Médaille d’honneur des épidémies (pour l’Algérie) | 4 мая 1900       |
|       | Медаль Таможенной службы и управляющих органов Индокитая фр. Médaille des douanes et régies de l’Indochine | 26 июня 1900     |
|       | Медаль Народного образования в Индокитае фр. Médaille de l’instruction publique en Indochine |                  |
|       | Почётная медаль Пожарных (для Алжира) фр. Médaille d'honneur des sapeurs-pompiers (pour l’Algérie) | 25 мая 1903      |
|       | Почётная медаль Общественного содействия (для Алжира) фр. Médaille d’honneur de l’assistance publique (pour l’Algérie) | 27 июля 1904     |
|       | Почётная медаль Муниципальной и сельской полиции (для Алжира) фр. Médaille d’honneur de la police municipale et rurale (pour l’Algérie) | 4 февраля 1905   |
|       | Медаль Налоговой службы (для Алжира) фр. Médaille des contributions diverses d’Algérie | 28 февраля 1907  |
|       | Почётная медаль Эпидемий (Министерство колоний) фр. Médaille d’honneur des épidémies (pour la France d’Outre-mer) | 3 июня 1927      |
|       | Почётная медаль Почт, телеграфов и телефонов Индокитая фр. Médaille d’honneur des postes, des télégraphes et des téléphones de l’Indochine | 24 марта 1928    |
|       | Почётная медаль Почт, телеграфов, телефонов и телеграфии Мадагаскара фр. Médaille d’honneur des postes, des télégraphes et des téléphones et de la télégraphie sans fil de Madagascar                                                                | 11 июня 1929     |
|       | Почётная серебряная медаль Служащих колониальных железных дорог фр. Médaille d’honneur en argent en faveur des agents de chemins de fer coloniaux | 17 декабря 1936  |
|       | Почётная медаль Местных служащих колониальных почт, телеграфов, телефонов и телеграфии фр. Médaille d’honneur en faveur des agents de l’administration locale des postes, des télégraphes, des téléphones et de la télégraphie sans fil des colonies | 30 сентября 1937 |
|       | Медаль Железных дорог Французского Индокитая фр. Médaille des chemins de fer de l’Indochine française |                  |
|       | Почётная медаль Народных сил Индии фр. Médaille d’honneur des Forces publiques de l’Inde | 12 августа 1943  |
|       | Почётная медаль Работников колониальных служб связи фр. Médaille d'honneur en faveur des fonctionnaires du cadre général des transmissions coloniales                                                                                                | 12 августа 1950  |
|       | Почётная медаль Почт и телекоммуникаций Заморской Франции фр. Médaille d’honneur des postes et télécommunications de la France d’Outre-mer | 20 ноября 1951   |
|       | Почётная медаль Железных дорог Заморской Франции фр. Médaille d’honneur des chemins de fer de la France d’Outre-mer |                  |

## Медали правительства Виши
Награды правительства Виши запрещены декретом от 13 апреля 1944 года.
| Лента | Медаль                                                                                      | Учреждена       |
| ----- | ------------------------------------------------------------------------------------------- | --------------- |
|       | Медаль Заслуг Французской Чёрной Африки фр. Médaille du mérite de l'Afrique noire française | 26 июня 1941    |
|       | Памятная Левантская медаль фр. Médaille commémorative du Levant                             | 24 декабря 1941 |